# Bruzelia poton
Bruzelia poton är en kräftdjursart som beskrevs av J. L. Barnard 1972. Bruzelia poton ingår i släktet Bruzelia och familjen Synopiidae. Inga underarter finns listade i Catalogue of Life.